# Concerto pour violon de Nielsen
Pour les articles homonymes, voir Concerto pour violon (homonymie).
Le Concerto pour violon et orchestre opus 33 est un concerto de Carl Nielsen. Composé en 1911, il est créé le 28 février 1912 à Copenhague avec en soliste Peder Møller.

## Structure
1. Praeludium - Largo
2. Allegro cavalleresco
3. Poco adagio
4. Allegro scherzando

- Durée d'exécution: trente cinq minutes.

## Instrumentation
- deux flûtes, deux hautbois, deux clarinettes, deux bassons, quatre cors, deux trompettes, trois trombones,  timbales, cordes.

## Source
- François-René Tranchefort, guide de la musique symphonique, éd. Fayard p.570